# Васмут, Конни
Ко́нни Ва́смут (нем. Conny Waßmuth; 13 апреля 1983, Галле) — немецкая гребчиха-байдарочница, выступала за сборную Германии в середине 2000-х — начале 2010-х годов. Чемпионка летних Олимпийских игр в Пекине, семикратная чемпионка мира, пятикратная чемпионка Европы, победительница многих регат национального и международного значения. Серебряный призёр I Европейских игр 2015 года.

## Биография
Конни Васмут родилась 13 апреля 1983 года в городе Галле. Активно заниматься греблей на байдарке начала в возрасте девяти лет, проходила подготовку в одном из спортивных клубов Мангейма. Впервые заявила о себе в 1999 году, став серебряной призёршей юниорского чемпионата мира.
Первого серьёзного успеха на взрослом международном уровне добилась в 2005 году, когда попала в основной состав немецкой национальной сборной и побывала на чемпионате Европы в польской Познани, откуда привезла награды серебряного и золотого достоинства, выигранные среди одиночных байдарок на двухстах метрах и среди четырёхместных на пятистах метрах соответственно. Позже на чемпионате мира в хорватском Загребе одержала победу в четвёрках на дистанции 500 метров. Год спустя на мировом первенстве в венгерском Сегеде удостоилась серебряных медалей в четвёрках на двухстах и пятистах метрах. Ещё через год на домашнем первенстве мира в Дуйсбурге в тех же дисциплинах была лучшей.
В 2008 году Васмут отправилась на летние Олимпийские игры в Пекине в качестве запасной гребчихи, изначально её участие в соревнованиях тренерами не планировалась, однако первый номер сборной Каролин Леонхардт за несколько дней до стартов выбыла из состава по причине болезни, и Васмут заменила её в четырёхместном экипаже Фанни Фишер, Николь Райнхардт и Катрин Вагнер-Аугустин. В итоге спортсменки обогнали всех своих соперниц и завоевали золотые олимпийские медали.
После пекинской Олимпиады Васмут осталась в основном составе гребной команды Германии и продолжила принимать участие в крупнейших международных регатах. Так, в 2009 году на чемпионате мира в канадском Дартмуте она сделала золотой дубль, выиграла золотые награды в двухсотметровой программе четвёрок и в эстафете 4 × 200 м. В следующем сезоне на мировом первенстве в Познани получила в эстафете очередное золото, ещё через год на аналогичных соревнованиях в Сегеде в третий раз подряд повторила этот результат, став таким образом семикратной чемпионкой мира. Пройти отбор на Олимпийские игры 2012 года в Лондоне не смогла, зато в 2013 году вновь провела довольно успешный сезон на международных регатах — в двойках на тысяче метрах получила серебряные медали на европейском чемпионате в португальском городе Монтемур-у-Велью и на домашнем мировом чемпионате в Дуйсбурге.
Имеет высшее образование, окончила Потсдамский университет, где обучалась на факультете спортивных наук. Помимо занятий спортом служит в полиции.